# توم والي
توم والي (بالإنجليزية: Tom Walley)‏ هو لاعب كرة قدم بريطاني في مركز نصف الجناح، ولد في 27 فبراير 1945 في كارنارفون في المملكة المتحدة. شارك مع منتخب ويلز لكرة القدم. أما مع النوادي، فقد لعب مع نادي أرسنال ونادي ريكسهام ونادي ليتون أورينت ونادي واتفورد.